# Nepal na Letnich Igrzyskach Paraolimpijskich 2012
Nepal na Letnich Igrzyskach Paraolimpijskich 2012 w Londynie reprezentowało 2 zawodników w 1 konkurencji.
Dla reprezentacji Nepalu był to trzeci start w igrzyskach paraolimpijskich (poprzednio w 2004 i 2008). Dotychczas żaden zawodnik nie zdobył paraolimpijskiego medalu.

## Kadra

### Lekkoatletyka
Mężczyźni
| Zawodnik    | Konkurencja | Kwalifikacje | Kwalifikacje | Półfinał               | Półfinał               | Finał                  | Finał                  |
| Zawodnik    | Konkurencja | Wynik        | Poz.         | Wynik                  | Poz.                   | Wynik                  | Poz.                   |
| ----------- | ----------- | ------------ | ------------ | ---------------------- | ---------------------- | ---------------------- | ---------------------- |
| Bikram Rana | 100 m T11   | 12.81        | 4            | Nie zakwalifikował się | Nie zakwalifikował się | Nie zakwalifikował się | Nie zakwalifikował się |
| Bikram Rana | 200 m T11   | 26.94        | 4            | Nie zakwalifikował się | Nie zakwalifikował się | Nie zakwalifikował się | Nie zakwalifikował się |

Kobiety
| Zawodnik       | Konkurencja | Kwalifikacje | Kwalifikacje | Finał                   | Finał                   |
| Zawodnik       | Konkurencja | Wynik        | Poz.         | Wynik                   | Poz.                    |
| -------------- | ----------- | ------------ | ------------ | ----------------------- | ----------------------- |
| Maiya Bisunkhe | 100 m T46   | 16.48        | 6            | Nie zakwalifikowała się | Nie zakwalifikowała się |
| Maiya Bisunkhe | 200 m T46   | 36.32        | 6            | Nie zakwalifikowała się | Nie zakwalifikowała się |